# Embraer EMB 312 Tucano
Embraer EMB 312 Tucano je školski avion dvosjed kojeg je razvila i proizvela brazilska avio industrija Embraer. Prvi prototip je poletio 16. kolovoza 1980. dok je isporuka modela iz početne proizvodnje započela 1983. godine.
Tvrtka Embraer je avionima iz obitelji Tucano ostvarila komercijalni uspjeh na međunarodnom tržištu sa 600 proizvedenih zrakoplova. Na temelju licence, tvrtka Short Tucano je proizvodila poboljšanu inačicu trenažnog aviona za potrebe britanskih Kraljevskih zračnih snaga.

## Dizajn i razvoj
1978. zrakoplovni proizvođač Embraer, koji je u brazilskom državnom vlasništvu, počeo s dizajnom novog osnovnog trenažnog aviona za potrebe brazilskih zračnih snaga. U prosincu iste godine tvrtka je dobila ugovor o proizvodnji dva prototipa. Prvi prototip je poletio 16. kolovoza 1980. a drugi 10. prosinca 1980.
Embraer EMB 312 Tucano koristi se u brazilskim zračnim snagama pod oznakom T-27 a koristi ga i skupina akrobatskog letenja Esquadrilha da Fumaça brazilskog ratnog zrakoplovstva.
Prva zemlja u koju se izvozio EMB 312 bio je Honduras 1984. godine gdje se zrakoplov pokazao uspješnim.
Nadograđeni EMB-312H "Super Tucano" je tvrtka Embraer ponudila na američkom javnom natječaju za novi primarni školski avion USAF-a tokom 1990-ih. U konačnici je pobijedila ponuda Raytheon/Pilatusa koja je rezultirala avionom T-6 Texan II. Sam Embraer je tada surađivao s Northropom koji se spojio s Grummanom čime je nastao Northrop Grumman.
Na temelju dizajna modela EMB-312H nastao je kasniji EMB-314 koji je nazvan ALX a usvojile su ga brazilske zračne snage kao T-29.

## Operativna povijest

### Francuska
Francuske zračne snage su koristile 50 EMB 312F u razdoblju od 1993. do 2009. godine. Ti zrakoplovi zamijenili su Fouga Magister kao školski avion te su bili stacionirani u Salon-de-Provence. Zrakoplovi su koristili francusku avioniku a povučeni su 2009. zbog rezanja troškova u proračunu unatoč činjenici da je većina trenera dosegla tek polovicu svojeg radnog vijeka.

### Peru
Peruansko ratno zrakoplovstvo je koristilo AT-27 u misijama noćnog bombardiranja tokom Cenepa rata 1995. godine između Perua i Ekvadora.

### Venezuela
22. prosinca 1992. zrakoplove su koristili pobunjeni vojni časnici koji su organizirali državni udar protiv bivšeg predsjednika Carlosa Andrésa Péreza. Pobunjenici su njime bacali bombe i lansirali rakete na policijske snage i Vladine zgrade u Caracasu. Tokom ustanka je srušeno nekoliko aviona koje su oborili piloti odani predsjedniku lovcima F-16.

## Inačice
- EMB-312: standardni proizvodni model.
- T-27: osnovni trener dvosjed namijenjen brazilskim zračnim snagama.
- AT-27: laki jurišni dvosjed namijenjen brazilskim zračnim snagama.
- EMB-312F: 80 zrakoplova prodano je Francuskoj a avioni su opremljeni s francuskom avionikom.
- Short Tucano: poboljšana inačica zrakoplova koja se proizvodila u Velikoj Britaniji. RAF koristi 130 zrakoplova dok ih je 16 prodano Kuvajtu a 12 Keniji. Izvozni modeli imaju snažniji motor te mogućnost odabira avionike ovisno o željama kupca.
- EMB-312H: prototip koji su brazilski Embraer i američki Northop razvili nakon USAF-ovog javnog natječaja o kupnji naprednih trenera. Na temelju tog prototipa razvijen je model EMB 314 Super Tucano za potrebe brazilskog ratnog zrakoplovstva.[4]

## Korisnici
- Brazil: primarni korisnik. Brazilske zračne snage naručile su 151 zrakoplov a danas ih je u uporabi 109. Također, EMB 312 Tucano koristi i akrobatska skupina Esquadrilha da Fumaça.
- Angola: Nacionalne zračne snage Angole kupile su od Perua 2002. godine šest aviona od čega je danas u uporabi njih pet. Kasnije je ratno zrakoplovstvo naručilo dodatnih 14 aviona.[5]
- Argentina: argentinskom ratnom zrakoplovstvu je dostavljeno 30 trenera.[5]
- Dominikanska Republika: ratnom zrakoplovstvu Dominikanske Republike je u razdoblju između 2009. i 2010. godine dostavljeno devet zrakoplova.
- Egipat: egipatsko ratno zrakoplovstvo je kupilo 54 trenera dok ih je 40 proizveo Helwan na temelju licence.[5]
- Francuska: francuskim zračnim snagama je dostavljeno 49 trenera.[5]
- Gvatemala: gvatemalskim zračnim snagama je dostavljeno 14 zrakoplova.
- Honduras: honduraškim zračnim snagama je dostavljeno 12 trenera.[5]
- Irak: iračke zračne snage su kupile 80 zrakoplova koje je na temelju licence proizveo Helwan.[5]
- Iran: ratnom zrakoplovstvu Islamske Republike Iran je dostavljeno 50 zrakoplova između 1988. i 1990. godine.[5]
- Kolumbija: kolumbijskim zračnim snagama je dostavljeno 14 zrakoplova.[5]
- Paragvaj: paragvajskim zračnim snagama je dostavljeno šest zrakoplova.[5]
- Peru: peruanske zračne snage su 1986. naručile 20 trenera EMB 312 Tucano. Zrakoplovi su dostavljeni 1987. Daljnjih 10 je naručeno 1991. za potrebe izvođenja operacija protiv narkotika, čime je Peru ukupno raspolagao s 30 zrakoplova. 2002. godine je šest zrakoplova prodano Angoli.[5]
- Venezuela: Ratnom zrakoplovstvu Venezuele je dostavljen 31 zrakoplov.[5]

## Tehničke karakteristike
Izvori podataka: 
Osnovne karakteristike
- posada: 2
- dužina: 9,86 m
- raspon krila: 11,14 m
- površina krila: 19,4 m²
- visina: 3,4 m

Letne karakteristike
- najveća brzina: 458 km/h
- ekonomska brzina: 347 km/h
- dolet: 1.916 km
- brzina penjanja: oko 13,2 m/sek. (2.600 stopa/sek.)
- specifično opterećenje krila: 164 kg/m²
- motor: 1× Pratt & Whitney Canada PT6A-25C

Naoružanje
- naoružanje:
- Top: 12,7 mm (montiran na pilonima krila)
- Nosač oružja: 
na četiri krilna pilona se mogu montirati top, bombe i rakete
Maksimalna nosivost je 1.000 kg.
- Rakete:
  - nenavođene rakete mogu biti montirane na pilone od krila
- Bombe:
  - bombe mogu biti montirane na pilone krila

## Vidjeti također
Povezani zrakoplovi
- Short Tucano
- Embraer EMB 314 Super Tucano

Usporedivi zrakoplovi
- T-6 Texan II
- Pilatus PC-6
- Pilatus PC-7

## Vanjske poveznice
- EMB 312 Tucano na Acig.org  Arhivirana inačica izvorne stranice od 2. ožujka 2007. (Wayback Machine)
- Peruanski EMB 312 Tucano  Arhivirana inačica izvorne stranice od 26. srpnja 2011. (Wayback Machine)